# 12645 Jacobrosales
12645 Jacobrosales è un asteroide della fascia principale. Scoperto nel 1973, presenta un'orbita caratterizzata da un semiasse maggiore pari a 2,3831861 UA e da un'eccentricità di 0,1890688, inclinata di 3,47948° rispetto all'eclittica.